# Luis Batlle Berres
Lluís Conrat Batlle i Berres (Montevideo, 26 de novembre de 1897 - ibídem, 15 de juliol de 1964) fou un polític i periodista uruguaià. Vicepresident en exercici del Poder Executiu entre el 2 d'agost de 1947 i l'1 de març de 1951. Se'l considera el fundador del corrent polític conegut com a "Neobatllisme".

## Biografia
Rebesnet d'immigrants catalans oriünds de Sitges, i fill de Luis Batlle y Ordóñez amb la seva primera esposa d'ascendència irlandesa, Petrona Berres, va quedar orfe el 1908, pel que es va criar a la llar del seu oncle José Batlle y Ordóñez, més precisament, a la granja de Piedras Blancas. Va cursar estudis secundaris al Liceu Elbio Fernández, ingressant posteriorment a la Facultat de Dret de la Universitat de la República. Diputat pel Partit Colorado des de 1923, va ser opositor al cop de Gabriel Terra pel que va ser desterrat a Buenos Aires amb la seva família.
Va mantenir una forta rivalitat amb els seus cosins César Batlle Pacheco i Lorenzo Batlle Pacheco, la qual cosa va dividir al batllisme en dos corrents, la de la Llista 15, que Luis Batlle va conduir, i la de la Llista 14, el front de la qual es trobaven els dos germans esmentats.
Periodista al diari El Día primer, després va crear Acción i va adquirir la ràdio Ariel de Montevideo, des d'on va desenvolupar una intensa influència en la vida política del seu partit i del país. Va assumir la Presidència de la República a la mort de Tomás Berreta el 2 d'agost de 1947, desenvolupant una política d'Estat i proteccionista, que en diversos aspectes va continuar la política de substitució d'importacions creada en els anys 1930.
La seva personalitat carismàtica i la seva profunda empremta en la vida política del seu temps es van basar, entre altres raons, en el maneig d'una estructura de clubs polítics fangars que van recollir el vot de bona part de les classes mitjana i obrera, a impuls de cabdills locals que moltes vegades van bescanviar aquells sufragis per llocs en l'administració pública o per promeses d'aquests, la qual cosa va ser de profundes i duradores conseqüències en la vida política de l'Uruguai.

## Presidència
Si bé el seu lideratge dintre del Partit Colorado va ser ampli, no va ser total, no solament per l'oposició del nucli conservador de la "14" sinó també per la intensiva fragmentació en multitud de llistes que va ser moneda corrent en la seva col·lectivitat des de llavors. Titllat com "el manaire" per la propaganda adversa de la seva pròpia col·lectivitat, va aconseguir tanmateix imposar al químic farmacèutic Andrés Martínez Trueba com a candidat del Partit Colorado per a les eleccions de novembre de 1950, en les que aquest va obtenir-ne la victòria.
En assumir aquest, el 1951, va arribar a un acord amb els sectors majoritaris del Partit Nacional, orientat per Luis Alberto de Herrera, i amb la "14" en el sentit de la reimplantació del poder executiu col·legiat, amb l'esperança de detenir el predomini de Luis Batlle en la política nacional.
La reforma corresponent va ser plebiscitada la reforma corresponent a la darreria de 1951 i posada en vigència el 1952. La nova constitució va implantar el col·legiat integral com a substitució de la Presidència de la República, així com la col·legiació de les administracions departamentals i dels ens autònoms.
A les eleccions de 1954 la llista 15 de Luis Batlle es va alçar amb el triomf electoral sobre els seus adversaris d'una manera contundent, encara que de nou en el poder, l'admirat (i discutit) dirigent no va abolir la colegialització de l'estat uruguaià.
El 1958, impotent per fer front a la crisi econòmica que es comencés a desencadenar des de 1955 després de la caiguda dels preus dels articles exportables de l'economia monocultora uruguaiana, la 15 va perdre les eleccions d'aquell any, guanyades pel Partit Nacional, que així va tornar al govern després de 93 anys de no haver-lo exercit.
Senador durant l'últim tram de la seva vida i actuació política, va morir el 1964, deixant el Partit Colorado sense lideratge clar i profundament dividit. El seu fill Jorge Batlle Ibáñez, malgrat presentar-se com el seu continuador i haver-se imposat als seus correligionaris el 1966 com a candidat del partit a les eleccions d'aquell any, no va obtenir l'èxit que desitjava, com va ser el general Óscar Diego Gestido que va ser elegit.
Va tenir tres fills amb la seva esposa, Matilde Ibáñez (1907-2002): l'expresident Jorge Batlle, Luis César Batlle i Matilde Linda Batlle, nascuda a l'Argentina.